# Björnlår
Björnlår är en sentida konventionell benämning på en medeltida lågfrälsesläkt, sannolikt delvis av tyskt ursprung och tidigast uppträdande i Bergslagen, senare även i Uppland och Närke. Släkten har fått sitt namn efter sin vapenbild, vanligen tolkad som föreställande två björnlår.
Som släktens möjliga stamfar räknas en man vid namn Gereke som vid mitten av 1300-talet var bosatt i Dalarna. Av hans två kända söner var Vestmod Gerekason fogde i Dalarna 1362 och ägde jord vid Kopparberget. Den andre sonen, Laurens Gerekason, var 1384 häradshövding i Örebro härad.
Släktens mest framstående medlem var riddaren och riksrådet Karl Laurensson (nämnd 1485–1506). Ätten dog ut med hans bror Bengt Laurensson som avrättades 1517 för förräderi.